# Larson–Miller-paraméter
A Larson–Miller-paraméter egy eszköz arra, hogy megjósolja egy anyag élettartamát az idő és a hőmérséklet függvényében, felhasználva egy korrelatív megközelítést, mely az Arrhenius-egyenleten alapul.
Az egyenlet értékét rendszerint az LMP=T(C + log t) fejezi ki, ahol C egy, az anyagra jellemző állandó, és általában 20 közeli érték, t az idő órákban és T a hőmérséklet Kelvin-fokokban.
A tartósfolyás-stressztörés értéket a magas hőmérsékletű tartósfolyás-ellenálló ötvözetek esetén gyakran tervezik a stressztörés folyamattal szemben a töréshőmérséklet kombinációval.
Az egyik legáltalánosabban használt idő–hőmérséklet paraméter a Larson–Miller(L.M.)-paraméter, melynek általános alakja:
{\displaystyle P(L.M.)=T[\log t_{r}+C]}
ahol
T = hőmérséklet, K vagy °R
{\displaystyle t_{r}} = stressztörésidő, h
C = állandó, rendszerint 20 közeli
Az  L.M.-paraméter szerint egy adott stressz-szinten a stressztörésidő plusz egy konstans (20 nagyságrendjében), szorozva a hőmérséklettel (Kelvinben vagy Rankine-ban), egy adott anyagra nézve állandó.